# Eugenia Picco
Anna Eugenia Picco, PP.FF., rodným jménem Maria Angela Picco (8. listopadu 1867, Milán – 7. září 1921, Parma) byla italská římskokatolická řeholnice, členka kongregace Malých dcer Nejsvětějších Srdcí Ježíše a Marie. Katolická církev ji uctívá jako blahoslavenou.

## Život
Narodila se v milánské čtvrti Crescenzago dne 8. listopadu 1867 rodičům Giuseppu Piccovi (slavnému nevidomému houslistovi) a Adelaide del Corno. V dětství musela strávit většinu dětství se svými prarodiči a strýci, kvůli pracovním cestám jejích rodičů. Po jednom turné do Spojených států amerických se její matka vrátila sama bez otce. Poté žila pouze s ní a s jejím novým partnerem Basiliem Recalcatim, se kterým později měla tři děti. Žila v přesvědčení, že její otec zemřel navzdory skutečnosti, že zůstal ve Spojených státech amerických. Toto období pro ni bylo těžké a mnoho času trávila v kostele na modlitbách, aby nemusela být doma. Právě v té době, okolo roku 1886, v ní uzrálo povolání k řeholnímu životu.
Dne 31. srpna 1887 uprchla z domova a plánovala se připojit k některé řeholní kongregaci. Připojila se ke kongregaci Misijních sester Uršulinek Nejsvětějšího Srdce Ježíšova a začala navštěvovat její oratoř v Miláně. Setkala se s Agostinem Chieppim, který nedlouho předtím založil ženskou řeholní kongregaci Malých dcer Nejsvětějších Srdcí Ježíše a Marie a rozhodla se do této kongregace vstoupit. Dne 26. srpna 1888 zahájila v Parmě, kde tato kongregace sídlila, svůj noviciát, po jehož ukončení složila 10. června 1891 své první dočasné řeholní sliby. Dne 1. června 1894 pak složila své doživotní řeholní sliby.
V kongregaci zastávala různé služby, jako vychovatelka, archivářka nebo sekretářka. V červnu roku 1911 byla zvolena do funkce generální představené své kongregace, kterou poté byla až do své smrti.
Trpěla degenerativním kostním onemocněním, které vedlo k amputaci její pravé nohy v roce 1919. Toto své utrpení obětovala Bohu. Zemřela na tuberkulózu dne 7. září 1921 v Parmě.

## Úcta
Dne 18. února 1989 ji papež sv. Jan Pavel II. podepsáním dekretu o jejích hrdinských ctnostech prohlásil za ctihodnou. Dne 20. prosince 1999 byl znán zázrak na její přímluvu, potřebný pro její blahořečení.
Blahořečena pak byla dne 7. října 2001 na Svatopetrském náměstí papežem sv. Janem Pavlem II.
Její památka je připomínána 7. září. Bývá zobrazována v řeholním oděvu.